# Tsaar
Tsaar (Bulgaars: цар, Russisch: царь) is een vorstelijke titel voor de historische heersers van Bulgarije, Servië en Rusland. Afhankelijk van het land en de tijd kan tsaar gelijkgesteld worden met keizer of koning.
Het woord tsaar gaat, net als het Nederlandse woord keizer, terug op het Latijnse caesar. 

## Rusland
De vrouw van de Russische tsaar werd tsarina genoemd (de Russen zelf spreken van tsaritsa (царица)). In het Keizerrijk Rusland (na 1721) was haar officiële titel imperatritsa (Императрица). De zoons en dochters respectievelijk tsarevitsj (царевич) en tsarevna (царевна) tot 1721, daarna was de officiële titel velikaja knjaginja (Grootvorstin) (Великая Княгиня). Voor de troonopvolger bestond de aanduiding tsesarevitsj (Цесаревич). De vrouw van de tsesarevitsj werd tsesarevna (Цесаревна) genoemd.

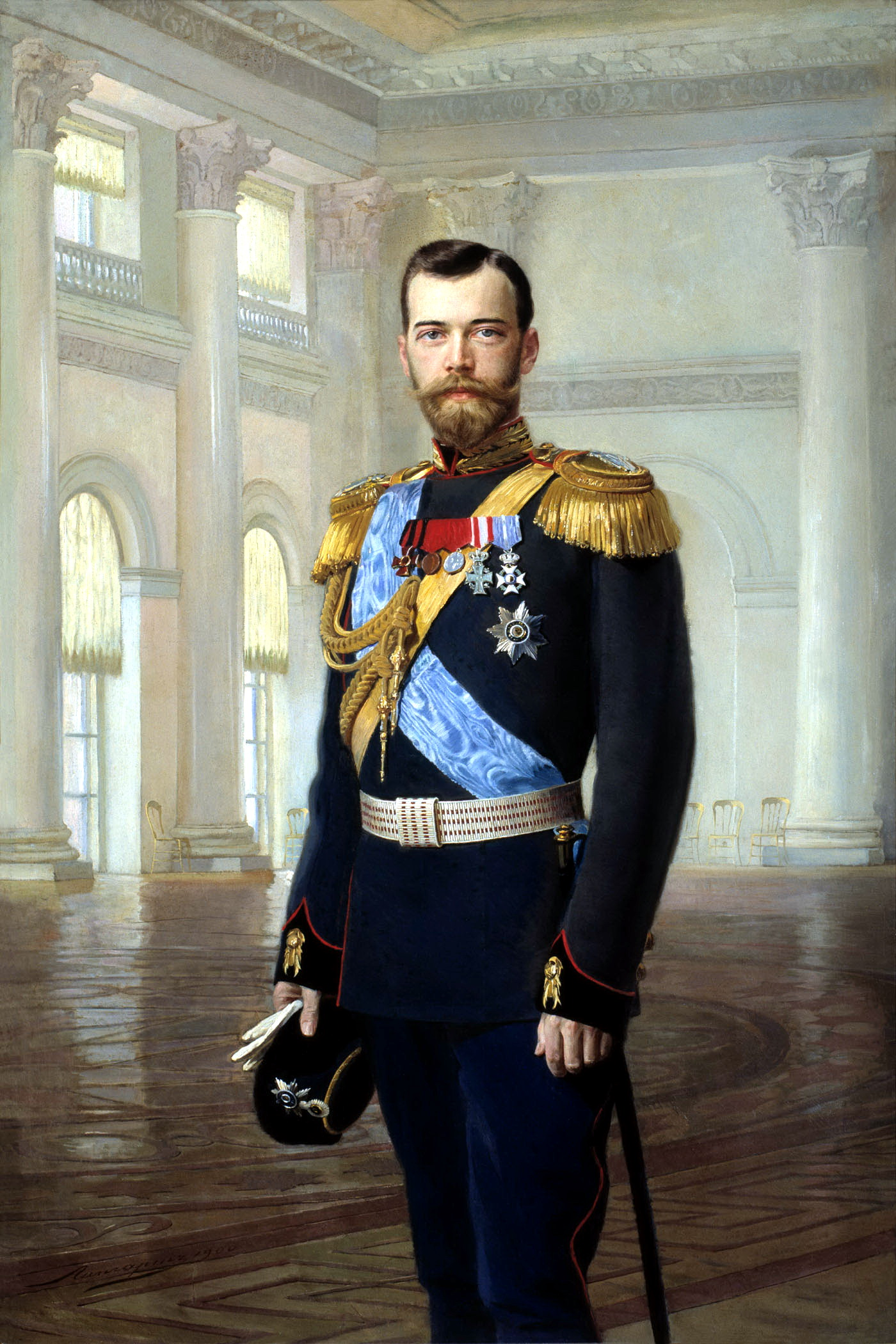
Tsaar Nicolaas II

Vóór 1547 noemden de heersers van Moskou zich grootvorst. De eerste die zich met de titel tsaar tooide, was Ivan IV, ook wel bekend als Ivan de Verschrikkelijke. In 1613 kwam de tsarentitel in handen van Michael Romanov, het begin van de Romanov-dynastie. De laatste Russische tsaar was Nicolaas II, die aan de macht zou blijven tot de Russische Revolutie van 1917.
In het streven om Rusland te verwesteren verving Peter de Grote de titel tsaar door de officiële titel imperator. In de praktijk bleef tsaar echter populair.

## Bulgarije
Tijdens het Eerste Bulgaarse Rijk (893-1014) en het Tweede Bulgaarse Rijk (1186-1396) werd Bulgarije door tsaren geregeerd.
De titel tsaar van de vorsten van Bulgarije tussen 1908 en 1946 is gelijk te stellen aan koning.

## Servië
Tussen 1346 en 1371 voerden twee Servische vorsten (Stefan Uroš IV Dušan en Stefan Uroš V) de titel tsaar. Lazar Hrebeljanović (1371-1389) werd bij zijn dood heilig verklaard als Heilige Martelaar en Tsaar Lazar. Ook deze titel is gelijk te stellen aan koning. In het late Romeinse Rijk had de titel Caesar (koning) een lagere graad dan Augustus. (princeps of later keizer-imperator).